# Lepidochelys olivacea
La tortuga olivácea o golfina (Lepidochelys olivacea) es una especie de tortuga de la familia Cheloniidae. Es la más pequeña de las tortugas marinas.[cita requerida] Mide hasta 70 cm y pesa alrededor de 40 kg. Se alimenta de una gran variedad de invertebrados marinos. Ampliamente distribuida en el mundo con excepción del Atlántico norte. Se considera como vulnerable por la IUCN.

## Distribución
Se distribuye por la mayor parte de los mares tropicales del mundo. Es en estas regiones donde cría. También se encuentra en mares de regiones subtropicales que usa para sus movimientos migratorios.
Abundan en el Pacífico oriental; predomina una mayor concentración de ellas en Venezuela, México, Guatemala, Honduras, El Salvador, Nicaragua, Costa Rica, al sur de Panamá y Colombia. También se encuentra en Ecuador, Perú y el norte de Chile.

## Anatomía y morfología

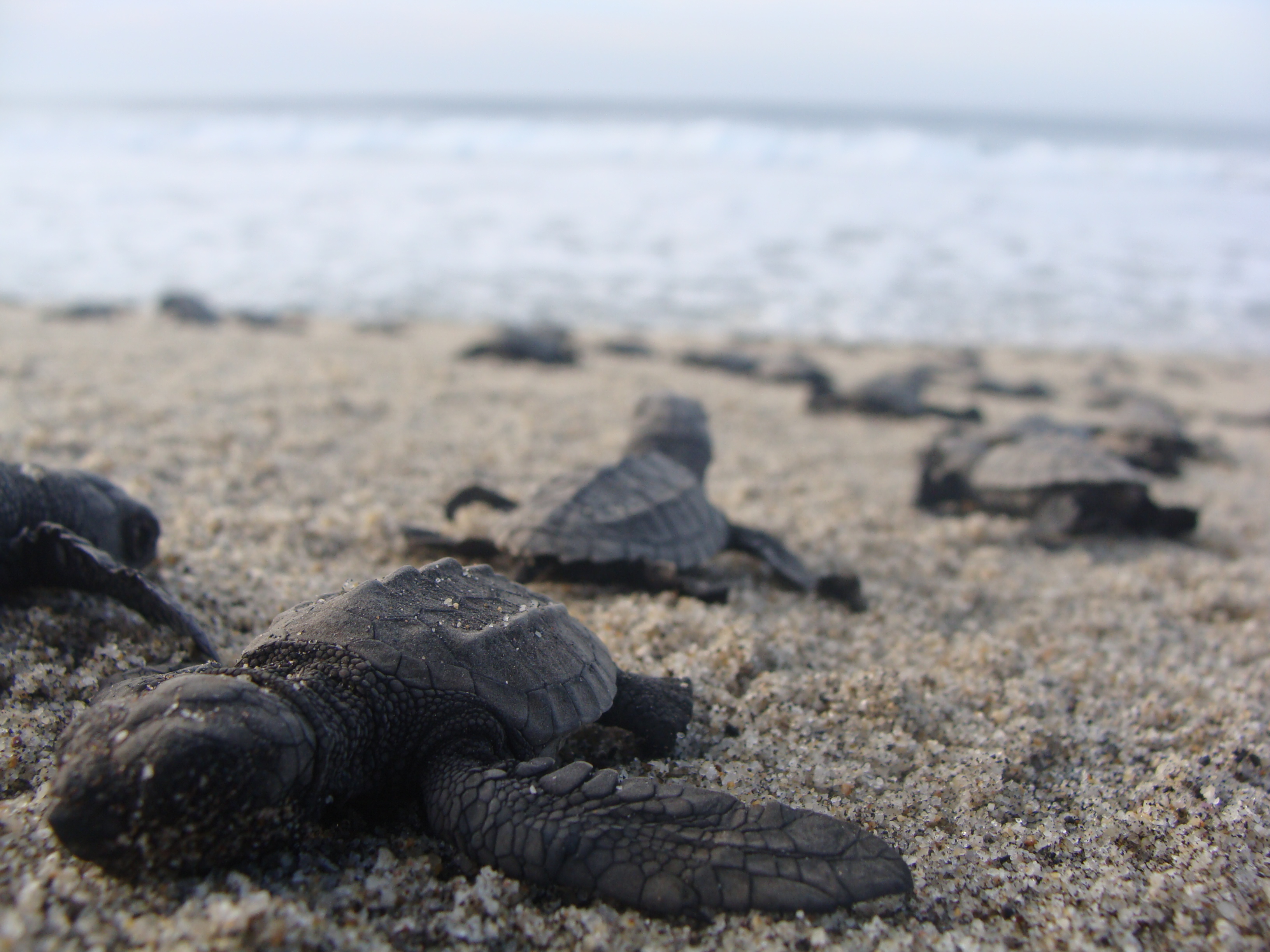
Crías recién nacidas.

Mide aproximadamente de 60 a 70 cm;[cita requerida] de adultos presentan un color verde olivo. El caparazón tiene forma de corazón o redondeado. Su longitud promedio en los adultos es de 67 cm, con un peso promedio aproximadamente de 38 kg, y máximo de 100. La cabeza es subtriangular y mediana; el caparazón se compone de cinco pares, con un máximo de 6 a 9 divisiones por lado; los márgenes son lisos; el caparazón es oscuro en color verde oliva, con una superficie inferior de color amarillo.[cita requerida]

## Alimentación
Las tortugas golfinas son omnívoras, alimentándose de cangrejos, camarones, langostas de roca, la vegetación marina, algas, caracoles, peces y pequeños invertebrados; a veces se alimentan de lapiceros en aguas poco profundas.[cita requerida]

## Reproducción
Estas tortugas cavan nidos de unos 40 cm aproximadamente en donde deposita de ochenta a ciento cincuenta huevos que pone en un hoyo en forma de cántaro para que mantengan la temperatura ya que de esa manera guardan el calor entre todos los huevos. El periodo de incubación es de cuarenta y cinco a sesenta días dependiendo de la temperatura; la temperatura masculinizante será de 26 °C, mientras que la que dará origen a las hembras será de 32 °C.[cita requerida]
Existen estudios[¿cuál?] que muestran que el número promedio de nidos de tortuga Lepidochelys olivacea en estos cinco últimos años es de doscientos dos mil.

## Imágenes

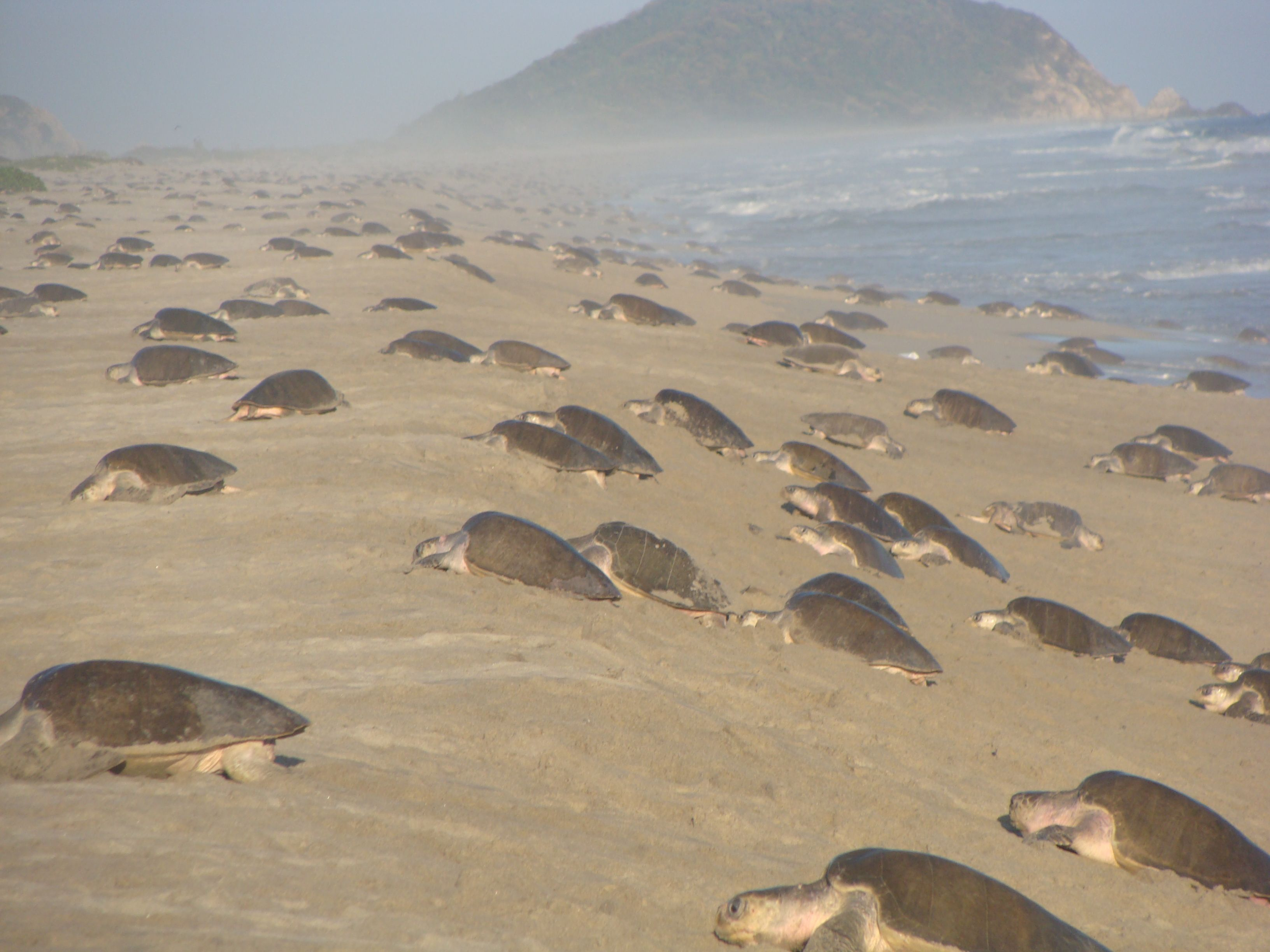
Arribada de tortugas golfinas.
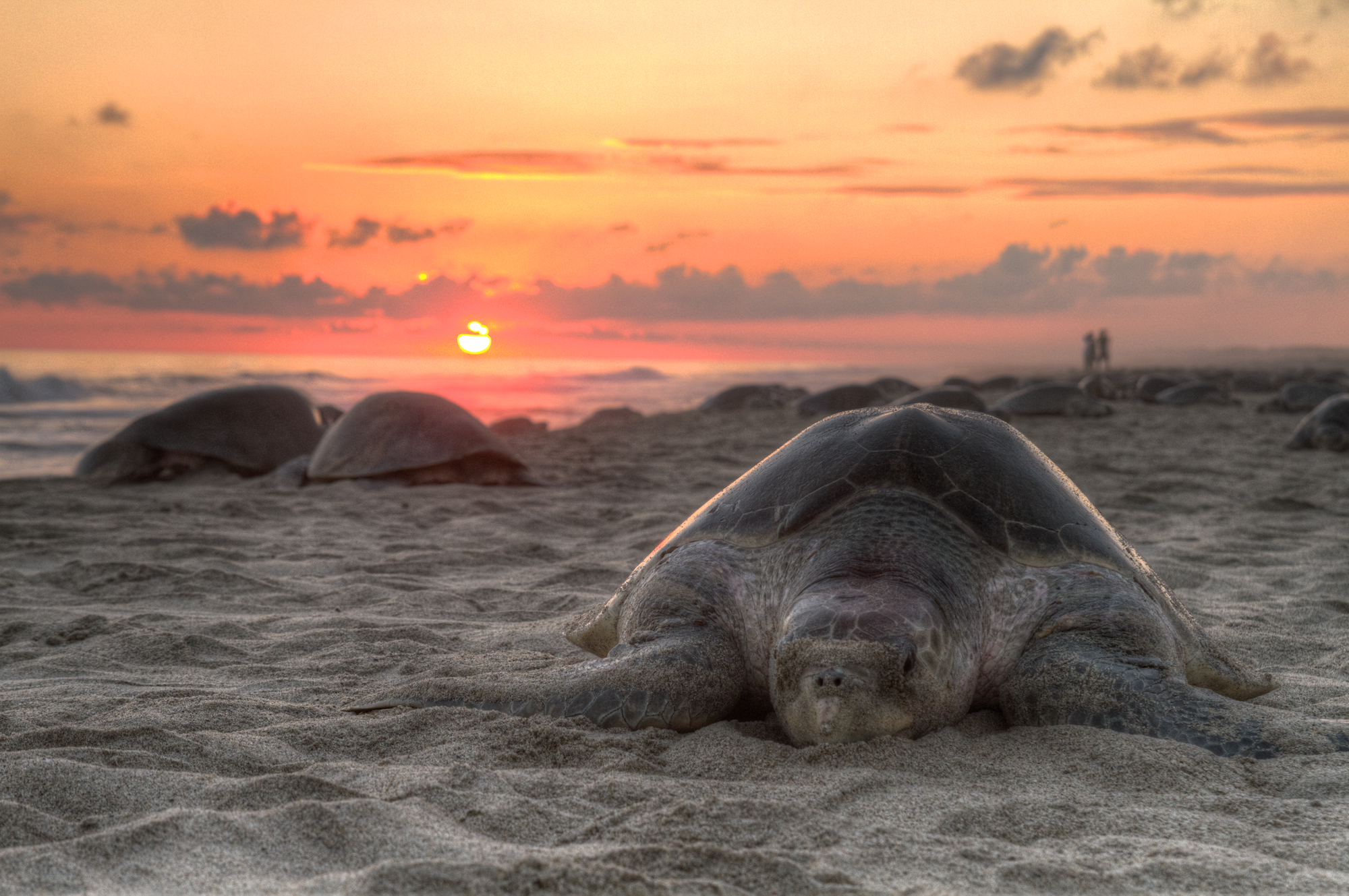
Tortuga golfina desovando en la playa de Escobilla, en México.
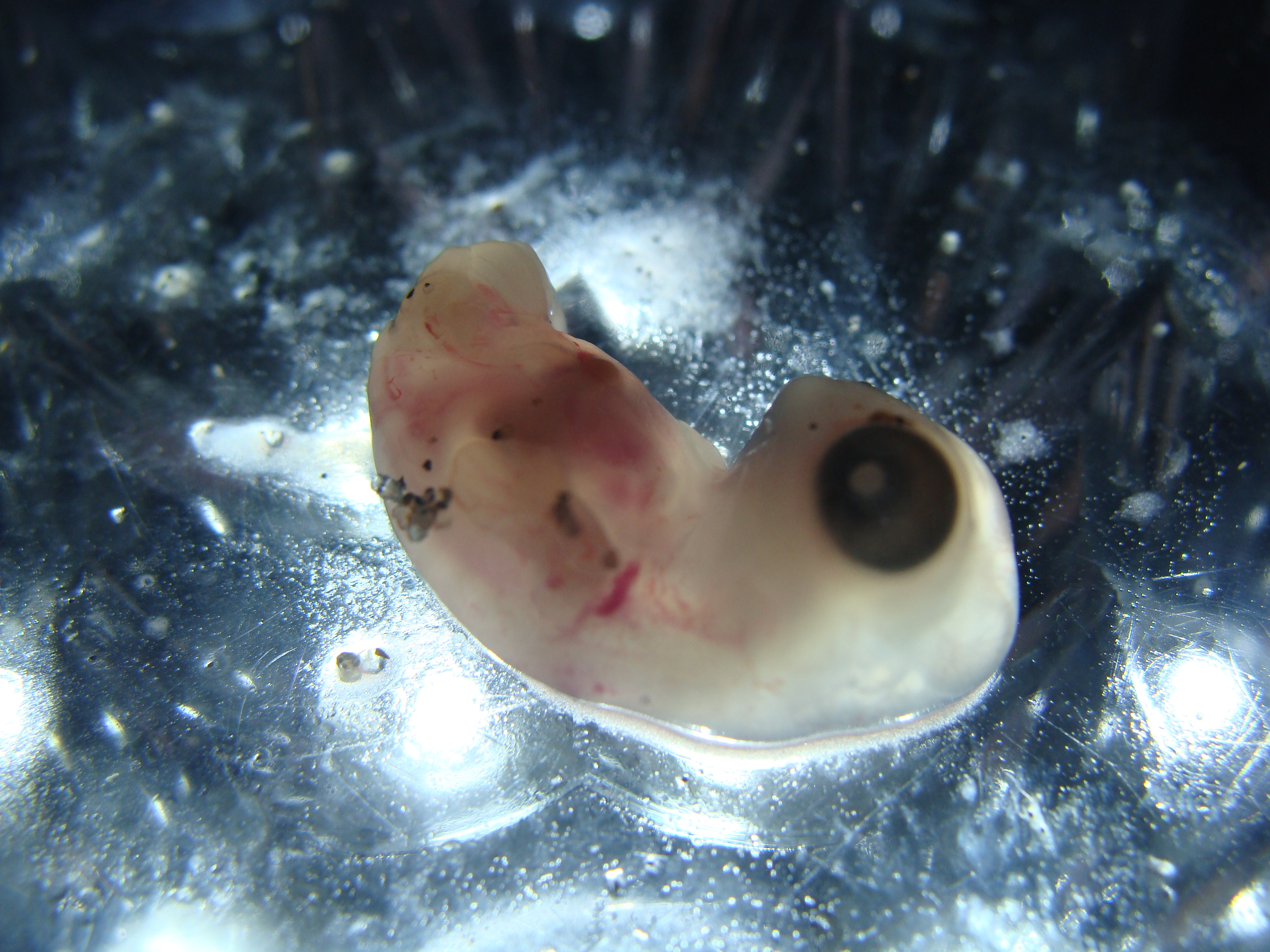
Embrión de Lepidochelys olivacea.
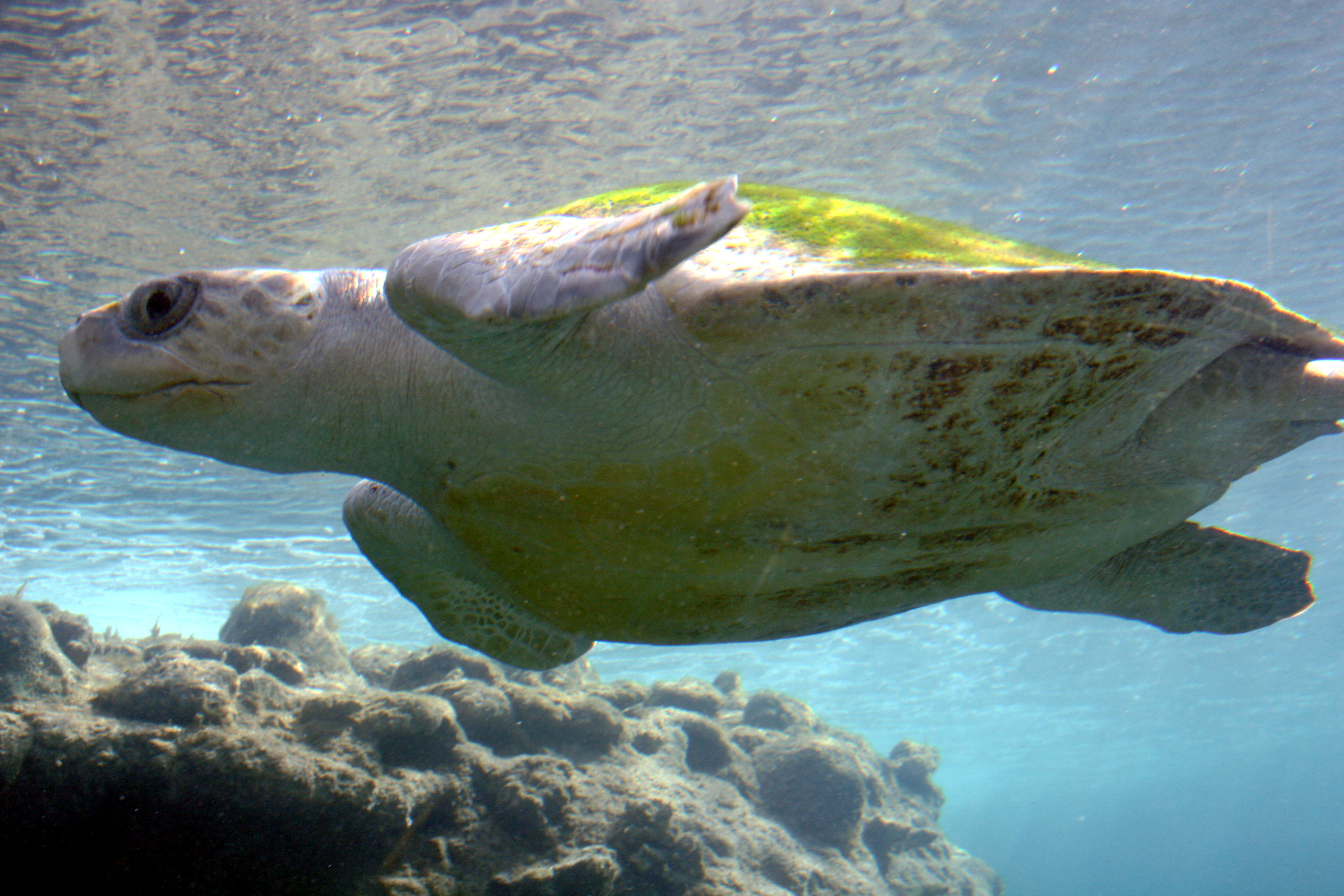
En un acuario de Reunión.